# آيت بورزوين الجنوبية (آيت بورزوين)
آيت بورزوين الجنوبية هي إحدى مشيخات المملكة المغربية، تتبع جغرافيا لإقليم الحاجب وإداريًا لآيت بورزوين. يقدر عدد سكانها بـ 1707 نسمة حسب الإحصاء الرسمي للسكان والسكنى لسنة 2004.